# Ханссон, Халлур
Ха́ллур Ха́нссон (фар. Hallur Hansson; 8 июля 1992, Торсхавн) — фарерский футболист, полузащитник клуба «КИ Клаксвик» и сборной Фарерских островов.

## Карьера

### Клубная
Карьеру футболиста начинал в фарерском клубе «Вагур», который в 2005 году объединился с командой «Сумба», а в 2010 году был переименован в «Судурой». Долгое время жил в Вагуре, но позднее переехал в Торсхавн и начал заниматься в школе одноимённого клуба. В 2008 году скауты «Абердина» встретились с юным игроком и убедили его подписать двухлетний контракт с клубом для занятий в его академии. Туда же отправился и Гилли Соренсен, одноклубник Ханссона. Скауты же следили за этими игроками ещё с 2006 года, когда состоялся международный футбольный Абердинский турнир. В мае 2010 года оба фарерца продлили свои контракты с клубом. Ханссон в основном составе дебютировал 27 ноября 2010 года в матче против «Килмарнока», который абердинцы проиграли 0:2.
В 2011 году полузащитник перешёл в «ХБ Торсхавн». Вторую половину 2012 года проводит в датском «Ольборге» на правах аренды.

### В сборной
В составе сборных до 15 и до 17 лет играл на разных турнирах. В составе команды до 17 лет летом 2007 года участвовал в Абердинском турнире, и турнир прошёл для фарерцев на редкость удачно — они впервые выиграли его. В сборной до 19 лет дебютировал 7 октября 2010 в матче с хорватами. Гол Ханссона на 82-й минуте спас фарерцев от проигрыша (итоговый счёт 2:2).
Выступал за молодёжную сборную Фарерских островов. За первую сборную дебютировал в товарищеском матче с Исландией 15 августа 2012 года.